# Kengo Kawamata
Kengo Kawamata (jap. 川又 堅碁 Kawamata Kengo; ur. 14 października 1989 w Saijō, prefekturze Ehime) – japoński piłkarz, były reprezentant kraju. Do 2022 zawodnik JEF United Chiba.

## Życiorys

### Kariera klubowa
Od 2006 do 2016 roku występował w japońskich klubach: Ehime FC, Albirex Niigata, Fagiano Okayama i Nagoya Grampus oraz brazylijskim Grêmio Esportivo Catanduvense.
1 stycznia 2017 podpisał kontrakt z japońskim klubem Júbilo Iwata, umowa do 31 stycznia 2020.

### Kariera reprezentacyjna
W reprezentacji Japonii zadebiutował 27 marca 2015 na stadionie stadionie Ōita (Ōita, Japonia) w meczu towarzyskim przeciwko reprezentacji Tunezji. W sumie w reprezentacji wystąpił w 9 spotkaniach i strzelił jednego gola.

## Statystyki

### Reprezentacyjne
Stan na 3 stycznia 2020
| 2015  | 5 | 1 |
| Razem | 5 | 1 |

## Sukcesy

### Reprezentacyjne
Japonia
- Zdobywca drugiego miejsca Pucharu Azji Wschodniej: 2017